# لاورنس لارتي
لاورنس لارتي (بالإنجليزية: Lawrence Lartey) (23 مارس 1994 بغانا - ) هو لاعب كرة قدم غاني في مركز الدفاع.

## روابط خارجية
- لاورنس لارتي على موقع قاعدة بيانات كرة القدم.إي يو (الإنجليزية)
- لاورنس لارتي على موقع ناشيونال فوتبول تيمز (الإنجليزية)
- لاورنس لارتي على موقع Soccerway.com (الإنجليزية)
- لاورنس لارتي على موقع عالم كرة القدم.نت (الإنجليزية)